# Paca López
Francisca López Gómez es una actriz española nacida en Linares que ha trabajado en cine, televisión y teatro, además de ejercer de profesora y directora teatral.
Ha estudiado solfeo y canto en el Conservatorio de Córdoba, así como danza contemporánea (con Frances Bravo), danza española (en el Centro de Danza de Córdoba) y flamenco (con Carmen Romero). En el mundo de la interpretación ha estudiado Teatro y Movimiento en la RESAD, Teatro Gestual en la Escuela Ana Vázquez de Castro, Movimiento Escénico con Jaques Lecoq en el Teatro de la Abadía en Madrid, Curso de Clown en la École de Teatre de Philipe Gaulier en Londres, curso El Teatro de Shakespeare con William Keen. Además es diplomada en Arte Dramático por la Escuela Superior de Arte Dramático y Danza de Córdoba.

## Teatro

### Como directora
- Eskimales, el viaje de la familia Iglulik, para la compañía teatral SinFín.
- Dos pillos y un bombero, para la compañía teatral SinFín.
- Lola Magazine Femenino, para la compañía teatral Daltónico Teatro.

### Como actriz
- Políticamente incorrecto, de Paco Mir.
- Inspiración, de Ana Vázquez.
- El sol de oriente, de Joan Font.
- La fuerza del destino, en el Teatro Real.
- La vida breve, en el Teatro Real.

## Cine

### Cortometrajes
- A qué esperas.
- El ángel de mármol. 1996.
- Nora. 1995.

### Largometrajes
- La luz prodigiosa, de Miguel Hermoso, 2003.
- La caja 507, de Enrique Urbizu, 2002.

## Televisión

### Papeles episódicos
- Homicidios, Capítulo La mano derecha ensangrentada. 2011.
- Tierra de lobos, Capítulo Pueblo tomado. 2011.
- Raphael: una historia de superación personal. Capítulos Una canción, un teatro y a ti y Qué sabe nadie. 2010.
- De repente, los Gómez. Capítulo Testigos protegidos. 2009.
- Hospital Central. Capítulos Nadar hasta la orilla y Las apariencias engañan. 2008 y 2006.
- El comisario. Capítulos Tormenta en el corazón y Mejor no saber. 2008 y 2006.
- Hermanos y detectives. Capítulos El profesional y El grupo de los cuatro. 2007.
- Cuéntame como pasó. Capítulo Los tiempos cambian. 2003
- Aquí no hay quien viva, Capítulo Érase el reciclaje. 2003.
- Periodistas, Capítulo: El cementerio de elefantes. 2002.
- Padre Coraje. 2002.
- Manos a la obra. Capítulo ¡Toma mochuelo!. 2001.
- Con pelos en la lengua, serie para internet.

### Papeles secundarios
- Valientes, como Mercedes. 2010.
- Lalola, como Irma. 2008.(5 episodios).
- El siguiente. 2007.
- Ana y los siete, como Catalina. 2004-2005.

## Docencia
- Clases de Clown y teatro gestual. En Scaena, Carmen Roche.
- Talleres de Clown. En escuela de teatro Bululú y Universidad Carlos III, entre otras.
- Talleres de Teatro de calle. En la Casa de la Juventud de Velilla de San Antonio.